# Akiko Matsuura
Akiko Matsuura (también conocida como Keex) es una baterista y vocalista japonesa que reside en el Reino Unido. Ha trabajado con diversas bandas en aquel país y es una de las intérpretes reconocibles en el rock británico.

## Carrera
A los 10 años empezó a tomar lecciones de piano y batería. Sus últimos años de estudios en secundaria los pasó en Londres, cuando la familia de Matsuura se trasladó de su natal Osaka cuando ella tenía 16 años. Posteriormente fue admitida en una escuela de arte de Londres.
A lo largo de su carrera ha trabajado con numerosas bandas. Tras haberle conocido en una fiesta, cofunda con el guitarrista Simon Petrovich la banda Comanechi, siendo Akiko Matsuura la vocalista y líder de la banda. Poco después Matsuura es admitida en la banda de art rock inglesa PRE tocando la batería, destacándose en poco tiempo también como la líder del grupo.
Matsuura es, además, baterista de la banda The Big Pink. Matsuura conoció a sus compañeros de banda mientras asistía a la escuela de arte, siendo todos ellos bastante conocidos dentro de la escena punk y noise rock londinense. Tras la publicación de dos discos la banda no publicaría el tercero en diez años. A mediados de 2022 The Big Pink anuncia la salida de un nuevo disco de estudio con un cambio de estilo en comparación con su anterior álbum Future This.
También ha tocado junto a la banda de Glasgow Divorce y tiene un proyecto secundario conocido como Sperm Javelin.

## Vida personal
Matsuura es originalmente de Osaka, Japón. En una entrevista declaró su amor por las barbacoas: "Estoy realmente obsesionada con las parrilladas, porque mi papá y mi mamá solían tener un restaurante de parrilladas en Osaka".
Matsuura mantuvo una relación con el actor inglés Charlie Heaton. En 2010 Heaton ingresó en la banda de rock Comanechi, en la que conoció a Akiko Matsuura. Dos años después iniciaron una relación sentimental, de la cual comparten un hijo nacido en 2014.